# Philagra maculata
Philagra maculata är en insektsart som beskrevs av Victor Lallemand 1946. Philagra maculata ingår i släktet Philagra och familjen spottstritar. Inga underarter finns listade i Catalogue of Life.